# Даценко Ольга Андріївна
О́льга Андрі́ївна Даце́нко (нар. 12 (25) січня 1903, Шишаки, нині смт Полтавської області — 18 грудня 1993, Петрозаводськ, Карелія) — українська театральна акторка. На сцені — Леся Даценко.

## Біографія
Народилася 12 січня (25 січня за новим стилем) 1903 року в селі Шишаки (нині смт Полтавської області). Батько помер, коли дівчинці виповнився рік. Виховувала мати, сільська вчителька. Даценко згадувала: «Вона вела „дім“ — чоловіків у нашій сім'ї не було». Акторкою мріяла стати з дитинства. Ще навчаючись у Полтаві в приватній гімназії Старицьких, з успіхом виступала в аматорських спектаклях, спочатку в епізодичних, а згодом й у головних ролях.
Повернувшись 1919 року в Шишаки, брала приватні уроки в професійної акторки Лідії Квітки, що приїздила в село на дачу. Силами місцевих талантів Квітка організувала драматичний гурток, активну участь в якому брала й Даценко. Натхненна колоритна гра молодої виконавиці приваблювала авдиторію, вирізняла її з-поміж інших аматорів.
Даценко згадувала: «Лідія Костянтинівна займала мене в своїх виставах як драматичну інженю. Це були: Софія в „Безталанній“, Маруся („Два брати“), Федоська („Дві сім'ї“), Одарка („Дай серцю волю…“) та ін. Я вдячна їй, що не нав'язувала мені жодних штампів. А в останній свій приїзд сказала: „Ідіть вчитися в інститут!…“».
Від 1922 року Ольга Даценко навчалася у Київському музично-драматичному інституту імені Миколи Лисенка.
19-річною абітурієнткою Ольгу Даценко побачив Лесь Курбас, який вів курс виховання актора за своєю системою. Він сказав: «Леся — типова українка». Через місяць навчання в інституті Даценко і ще четверо студентів зараховані в групу «Березоля».
З першим чоловіком, режисером «Березолі», Борисом Тягно, прожила 8 років. В останні три він перейшов на Одеську кінофабрику, а Даценко не хотіла розлучатися з театром, тому шлюб розірвали. Удруге одружилася також з актором та режисером «Березолі» Борисом Дробинським. 1936 року народила дочку Мар'яну. Невдовзі чоловіка заарештували в Києві, про що Даценко, тимчасово мешкаючи в Шишаках з сім'єю, дізналась з запізненням від знайомих. «Ваш чоловік поляк», — твердив слідчий Ользі Даценко. Засудженого на 14 років без права листування, вже 29 серпня 1937 року Дробинського вбито в Києві.

## Робота
У 1925—1935 роках працювала в театрі «Березіль».
У 1937—1938 роках — у Житомирському пересувному російському драматичному театрі.
У 1938—1940 роках — у Єнакієвському російському драматичному театрі імені Олександра Пушкіна.
У 1940—1941 роках — у Маріупольському російському драматичному театрі.
У 1945—1946 роках — у Полтавському українському музично-драматичному театрі.
У 1946—1950 роках — у Кам'янець-Подільському українському музично-драматичному театрі.
У 1952—1961 роках — у другому пересувному російському драматичному театрі Карело-Фінської РСР.

### Ролі
- Черниця («Гайдамаки» за Тарасом Шевченком).
- Уля («Мина Мазайло» Миколи Куліша).
- Оля («Народний Малахій» Миколи Куліша).
- Катря («Кадри» Івана Микитенка).
- Юм-Юм («Мікадо» Саллівена).
- Луїза («Підступність і кохання» Шіллера).